# Filippo Quattrocchi
Filippo Quattrocchi (Gangi, 13 febbraio 1738 – Palermo, 1813) è stato uno scultore italiano, autore di sculture in legno.

## Biografia
L'artista era figlio di Gandolfo Santo Quattrocchi e di Rosalia Nicosia, sorella dell'intagliatore Nicola e del pittore Giovanni, quest'ultimo autore dei dipinti sulla volta della chiesa di Santa Maria della Catena di Gangi.
Formatosi all'arte barocca con l'aiuto degli zii materni e del pittore Vito D'Anna, si trasferì nel 1761 a Palermo dove collaborò con Vito D'Anna ed ebbe la propria bottega, producendo statue in legno dipinte a tempera per le chiese di numerosi centri siciliani.
Ebbe due figli: Francesco (1779-1861), che ne proseguì l'attività e operò anche nella scultura in marmo e nella decorazione in stucco, e Alberto (1784-1811), scultore in marmo, che fu allievo di Antonio Canova a Roma e incaricato di un monumento per l'erede al trono, incompiuto a causa della morte prematura.

## Opere

### Agrigento e provincia

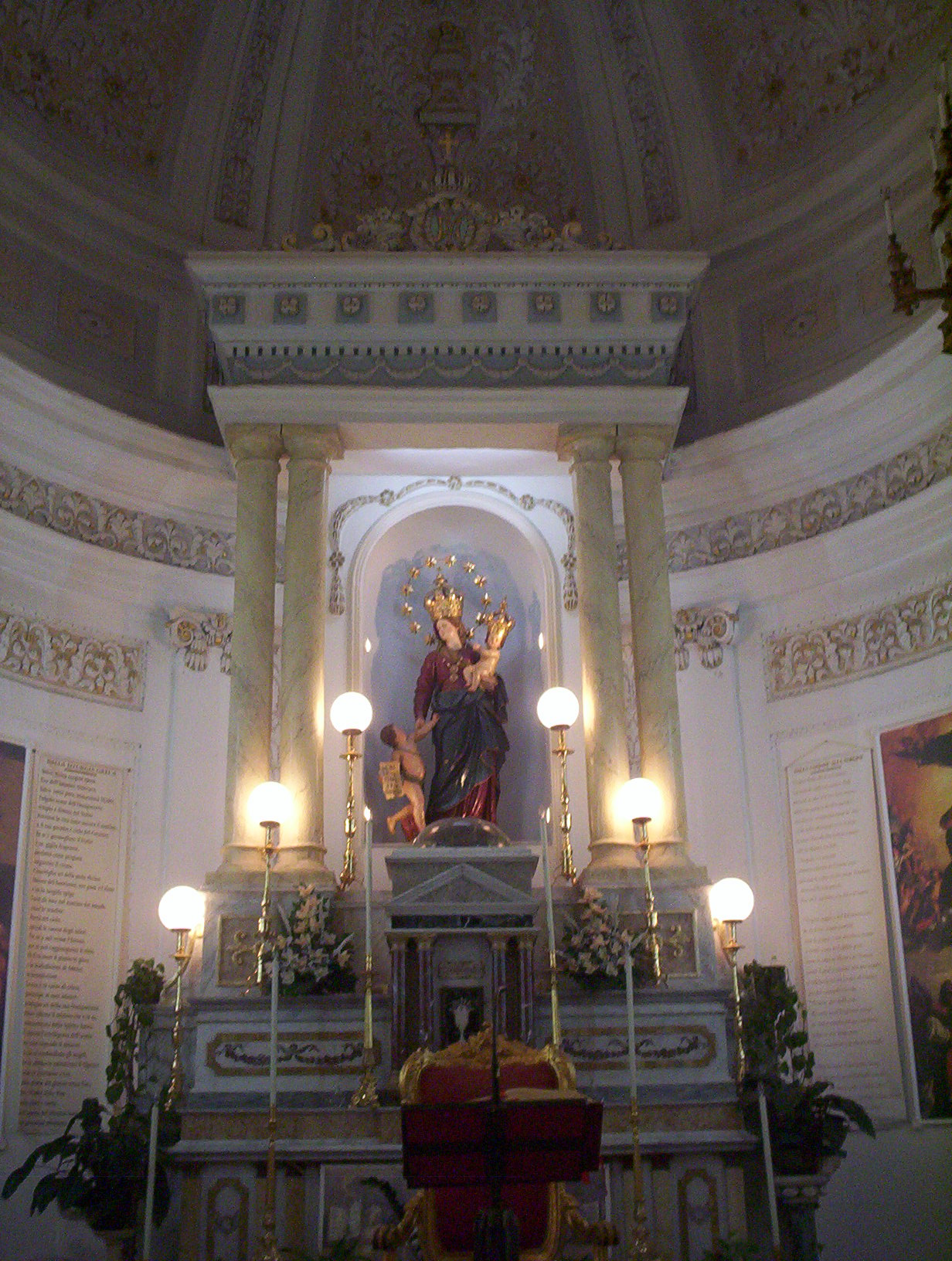
L'altare maggiore della Chiesa Madre San Giovanni Battista a Campobello di Licata con, al centro, la statua della Madonna dell'Aiuto, opera del Quattrocchi.

- Sant'Antonino, statua, opera custodita nella chiesa di Sant'Antonino di Burgio.
- Madonna dell'Aiuto, statua, opera custodita nella chiesa di San Giovanni Battista di Campobello di Licata.
- Sant'Antonio da Padova, statua, opera custodita nella chiesa della Santissima Trinità di Cianciana.
- San Michele Arcangelo, statua, opera custodita nel duomo della Madonna della Catena di Villafranca Sicula.

### Caltanissetta e provincia
- San Giuseppe, opera custodita all'interno della Chiesa Madre "San Giuseppe"di Villalba.[1]
- Immacolata Concezione, opera custodita all'interno della Chiesa dell'Immacolata di Villalba.[1]

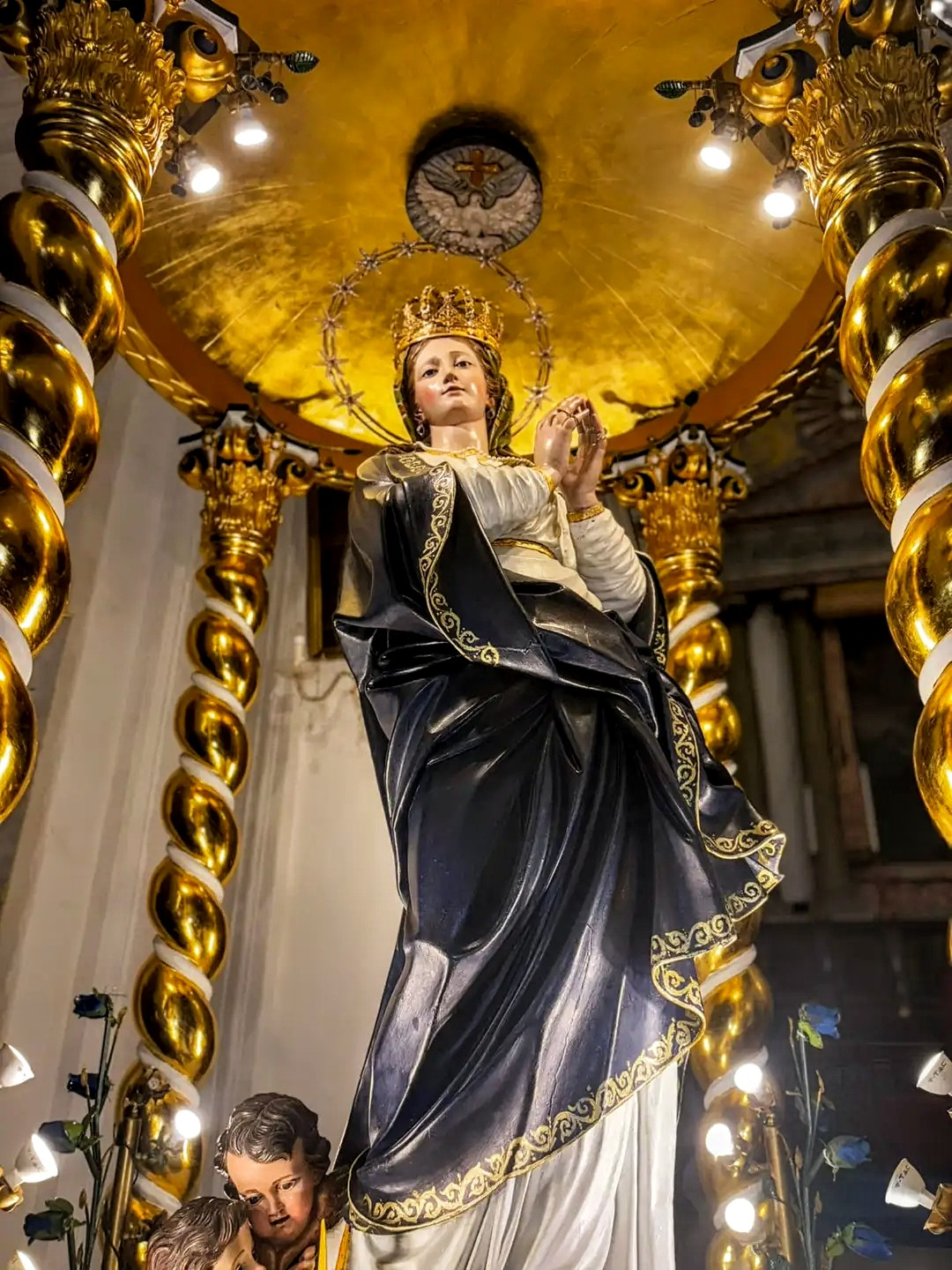
Statua lignea dell'Immacolata Concezione presso la chiesa Immacolata di Mazzarino

- Immacolata Concezione, opera del 1804 custodita all'interno della Chiesa dell'Immacolata di Mazzarino.Statua lignea dell'Immacolata Concezione presso la chiesa Immacolata di Mazzarino

### Catania e provincia
Santa Maria di Licodia 
- San Luigi Gonzaga.

### Enna e provincia
Cerami 
- San Michele Arcangelo, statua lignea, opera custodita nel duomo di Sant'Ambrogio.

 Leonforte 
- Cristo Risorto.

 Nicosia 
- Cattedrale di San Nicolò:
  - San Nicolò Vescovo;
  - San Nicolò Vescovo;
  - Addolorata; statua della Vergine raffigurata avvolta nell'ampio mantello e coperta dal drappo ebraico a strisce;
  - Vara processionale di San Nicolò, manufatto ligneo composto da quattro pannelli dorati ad altorilievo con scene della vita del Santo;
  - Natività, scena scolpita in altorilievo dorato su un pannello di altare;
  - Sant'Andrea e San Bartolomeo, statuette dorate;
  - Reggiceri e Vasi, artistici arredi liturgici intagliati e dorati.
- San Nicolò Vescovo, prova d'autore custodita presso la chiesa di Santa Maria degli Angeli del convento dell'Ordine dei frati minori cappuccini.
- Assunta gruppo statuario del 1797, custodito nella basilica di Santa Maria Maggiore.
- Pietà, gruppo statuario custodito nella chiesa di San Calogero.
- San Filippo Neri, opera custodita nell'Oratorio dì San Filippo Neri.
- Salvator Mundi.

### Messina e provincia
Capizzi 

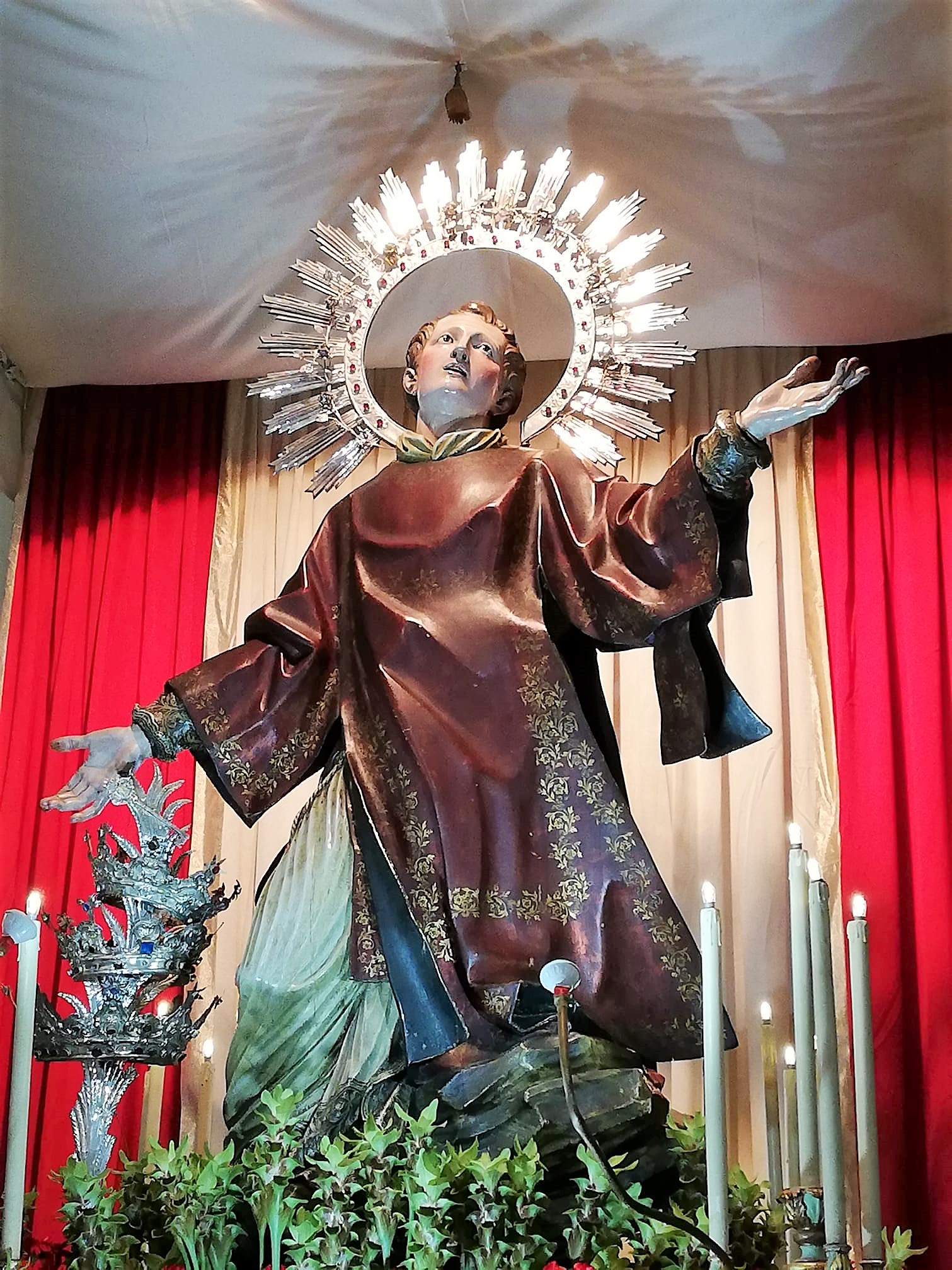
Santo Stefano Protomartire, duomo di Milazzo.

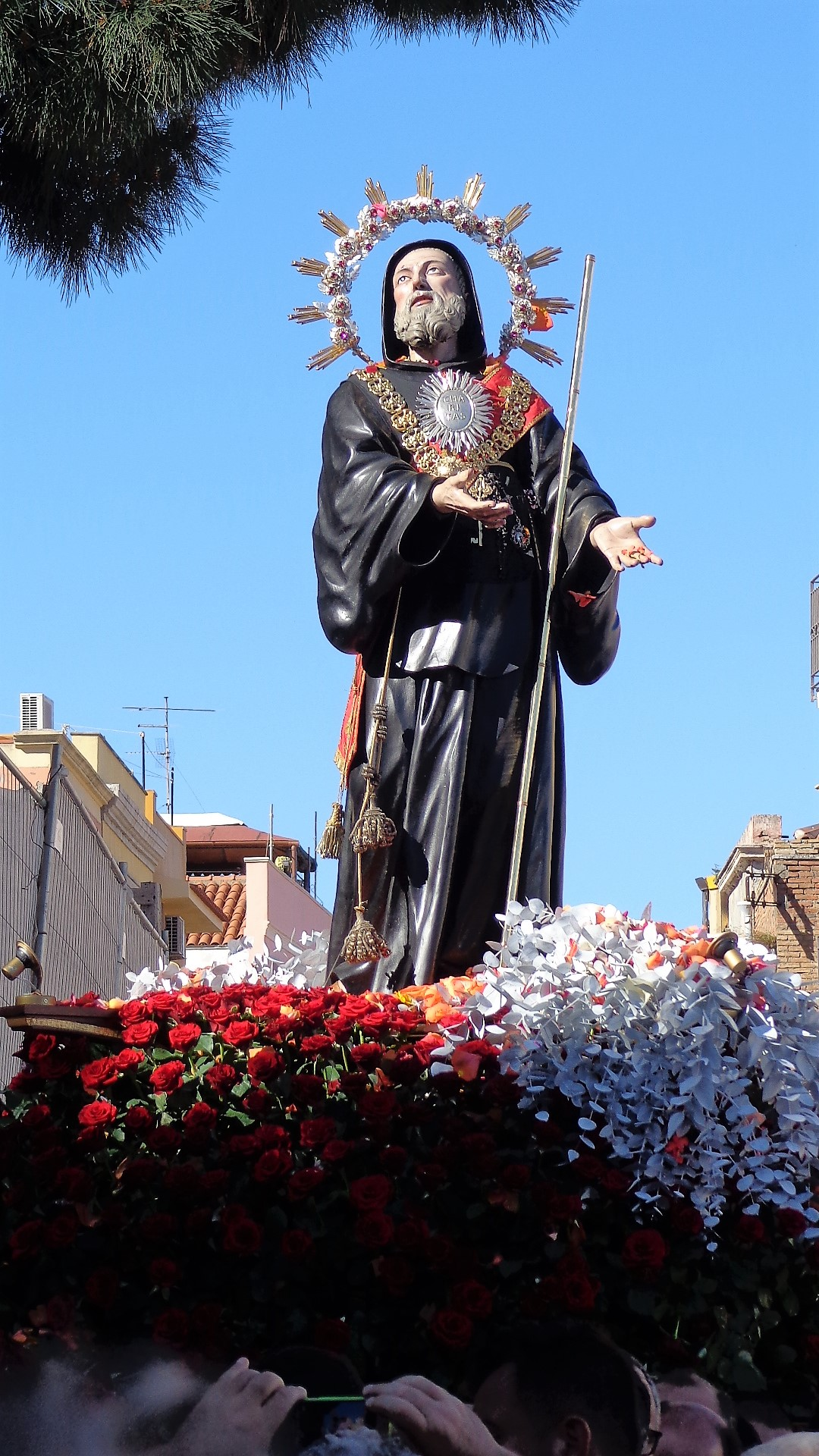
San Francesco di Paola, Santuario di San Francesco da Paola di Milazzo.

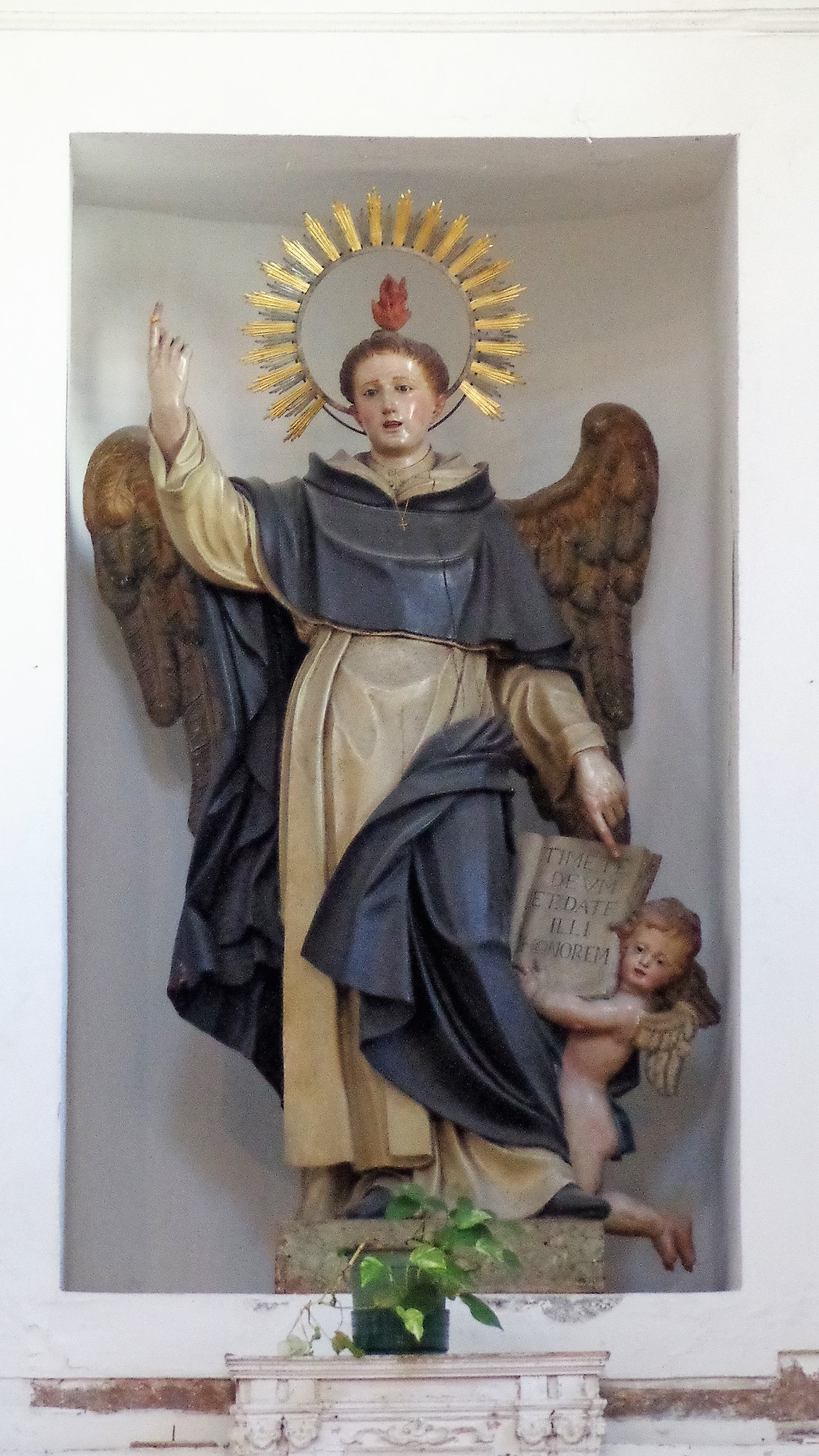
San Vincenzo Ferreri, chiesa di Nostra Signora del Santo Rosario di Milazzo.

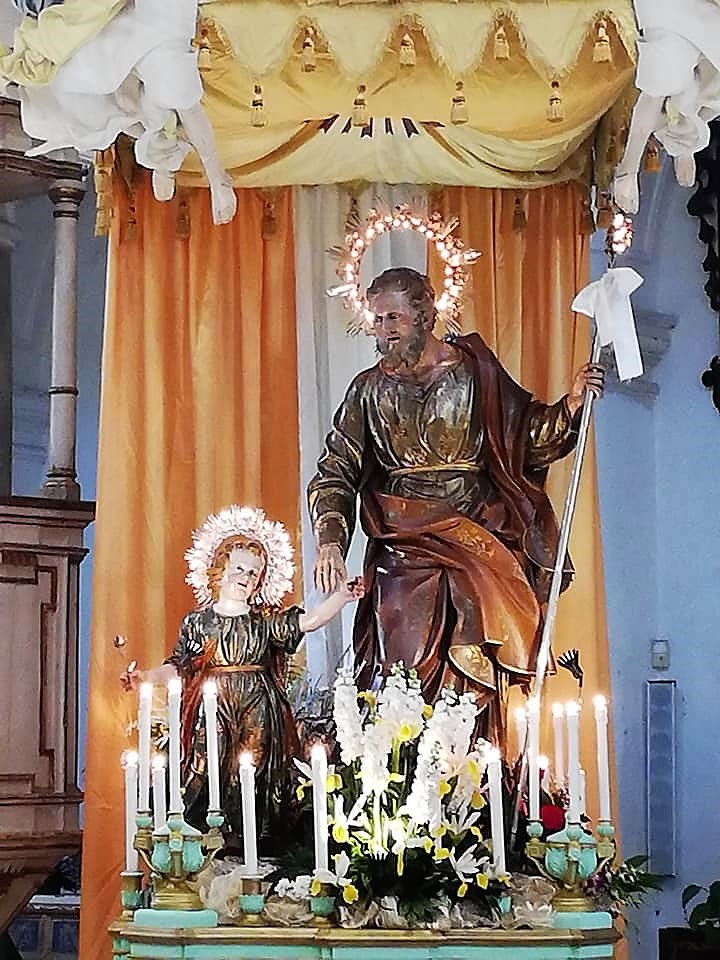
San Giuseppe, chiesa di San Giuseppe di Milazzo.

- San Bartolomeo Apostolo di Capizzi, opera conservata nell'omonima chiesa.
- San Nicolò di Bari, statua lignea del 1807, opera custodita nella chiesa madre di San Nicola di Bari.

 Milazzo 
- Santo Stefano Protomartire, statua lignea, opera proveniente dal Duomo Antico di Santo Stefano e custodita nel duomo di Santo Stefano (1784 - 1786).
- San Giuseppe, statua lignea, opera custodita nella Chiesa San Giuseppe Milazzo.
- Beata Vergine Maria del Carmelo, attribuzione, opera custodita nella chiesa del Carmine.
- San Francesco di Paola, scultura lignea, attribuzione, opera del XVIII secolo custodita nel santuario di San Francesco di Paola.
- Chiesa di Nostra Signora del Santo Rosario: 
  - San Vincenzo Ferreri, statua lignea, opera recentemente restaurata custodita nella cappella eponima.
  - Salvator Mundi, attribuzione, opera custodita nella cappella della Confraternita del Santissimo Nome di Gesù.

 Motta d'Affermo 
- Addolorata, statua del 1783, attribuzione, opera custodita nella chiesa di San Rocco.

 Naso 
- San Michele Arcangelo, attribuzione d'opera.

 San Teodoro 
- San Gaetano con il Bambino Gesù, opera custodita nel duomo di Maria Santissima Annunziata.

 Savoca 
- Chiesa di San Nicolò e Santa Lucia:
  - San Vincenzo Ferreri, statua;
  - Madonna del Carmelo, statua.

 Tripi 
- Immacolata Concezione, statua, esposta nella Chiesa Madre.

### Palermo e provincia
Bagheria 
- Duomo della Natività della Beata Vergine Maria:
  - San Giuseppe;[2]
  - Crocifisso.[2]

Baucina
- San Rocco, statua lignea, opera custodita nella chiesa del collegio di Maria

Caltavuturo
- San Benedetto, statua lignea, opera custodita nella chiesa Santa Maria La Nova, detta la Badia.
- San Giuseppe con il Bambino, statua lignea, opera custodita nella chiesa di San Giuseppe.

 Castelbuono 
- Cristo trionfante, opera del 1801 custodita nel duomo della Natività di Maria.

 Castronovo di Sicilia 
- Immacolata Concezione, statua, opera custodita nella chiesa di San Francesco d'Assisi.
- San Giuseppe, statua, opera custodita nella chiesa di San Francesco d'Assisi.
- San Calogero, statua, opera custodita nel duomo della Santissima Trinità.

 Cefalà Diana 
- San Francesco di Paola (1812), statua lignea policroma, attribuzione, opera custodita nel duomo di San Francesco di Paola.

 Ciminna 
- Cristo Risorto, opera del 1797 custodita nella chiesa di San Francesco d'Assisi dell'Ordine dei frati minori conventuali.
- Salvator Mundi (?).
- Madonna del Carmelo con San Simone Stock e il bambino del 1771, opera custodita nella chiesa di Santa Maria del Carmine.
- Madonna del Rosario con San Domenico e il bambino del 1771, opera custodita nella chiesa di San Domenico.
- Cappella di Sant'Antonio di Padova, disegno delle decorazioni marmoree nella medesima chiesa (1774).
- Martirio di Sant'Andrea Apostolo, opera custodita nella chiesa di Santa Maria Maddalena (1796 - 1798).[3][4]
- Altare maggiore, manufatto ligneo, opera custodita nella chiesa di San Giovanni Battista.[4]

 Gangi 
- Duomo di San Nicolò:
  - Stalli del coro ligneo (1771);
  - San Gaetano di Thiene, statua;
  - San Domenico di Guzmán, statua (1797);[5]
  - Sant'Eligio Vescovo, statua;
  - San Luigi Gonzaga, statua (1811c.);
  - San Sebastiano;[5]
  - San Vincenzo Ferreri, statua (1797);[5]
  - Bambino Gesù, statuetta (1765), manufatto realizzato per il completamento del simulacro raffigurante Sant'Antonio di Padova.
- Chiesa del Salvatore:
  - San Filippo Apostolo, statua (1813);
  - Angelo Custode, statua (1812).
- Chiesa della Madonna della Catena
  - Vergine del Rosario, gruppo con San Domenico di Guzmán (1761-1764);
  - Madonna della Catena, statua.
- Divino Infante.
- Madonna con Bambino.
- Madonna degli Agonizzanti, statua, opera custodita nella chiesa di San Cataldo, (realizzata forse insieme al figlio Francesco).[6]
- Madonna con Bambino o del Carmelo.
- Chiesa di Santa Maria di Gesù
  - Annunciazione, gruppo scultoreo considerato il capolavoro dell'artista del 1799;
  - Crocifisso, scultura lignea, (unica opera firmata sulla cintola che copre i lombi).
  - Madonna di Gibilmanna, statua;
  - San Vito, statua.

 Montemaggiore Belsito 
- San Calogero.

 Palermo 
- San Cristoforo.

 Petralia Soprana 
- Chiesa di Santa Maria di Loreto:
  - Santo Stefano Protomartire;
  - San Vito.
- San Giuseppe e Gesù Bambino, attribuzione controversa, opera custodita nella chiesa del Santissimo Salvatore.

 Polizzi Generosa 
- Santa Maria delle Grazie, opera di recente attribuzione custodita nella chiesa di Santa Maria delle Grazie.
- San Francesco di Paola, opera proveniente dalla chiesa di San Giovanni e custodita nella chiesa di Santa Maria delle Grazie.
- San Vincenzo Ferreri, opera proveniente dalla chiesa di Santo Spirito dell'Ordine dei frati predicatori e custodita nella chiesa di San Girolamo.
- Immacolata, opera di incerta attribuzione.
- Madonna del Carmelo, opera di attribuzione incerta custodita nella chiesa del Carmine.
- San Giuseppe con il Bambino.
- Madonna del Rosario con San Domenico (1781), opera custodita nella chiesa di Sant'Orsola.

 Termini Imerese 
- Immacolata Concezione, attribuita al figlio Francesco Quattrocchi 1799, opera custodita nella cappella eponima del duomo di San Nicola di Bari.

### Siracusa e provincia
- Addolorata, attribuzione, opera custodita nella cappella eponima della chiesa di Sant'Antonio di Buscemi.[7]

### Trapani e provincia
Alcamo 
- Crocifisso, manufatto ligneo del 1706, opera custodita nel museo della basilica di Santa Maria Assunta.
- San Francesco di Paola, statua lignea, attribuzione d'opera custodita nella chiesa del Santissimo Crocifisso.